# Tutheperré Sesonk
Sesonk (uralkodói nevén Tutheperré) az ókori egyiptomi XXII. dinasztia egyik uralkodója volt. Kevéssé ismert, líbiai származású fáraó, akinek létezése sokáig kétséges volt.
2004-ben Eva R. Lange publikálta a Göttinger Miszellen 203. számában a bubasztiszi templom egy újonnan felfedezett kőtömbjét, ezen szerepelt Sesonk ritka uralkodói neve, a Tutheperré; ez megerősítette az uralkodó létezését. A név Felső- és Alsó-Egyiptomban is előfordul. A 2007 októberében a Leideni Egyetemen Egyiptom líbiai korszakáról tartott konferencián a tudósok megegyeztek, hogy Sesonkot a IIb jelöléssel említik.

## Bizonyítékok létezésére
Első említése egy osztrakonról került elő, melyet a 19. században fedezett fel Émile Amélineau, abüdoszi ásatásai során. Az osztrakon ma a Louvre-ban található (E.31886), és M. A. Bonheme publikált róla egy cikket 1995-ben. Bonheme szerint az osztrakonon a Tutheperré […]amon Sesonk Meriamon név szerepel fekete tintával, és votív lerakatok közül került elő, melyeket az Újbirodalom idejétől fogva hagytak „Ozirisz sírja” közelében, Abüdoszban. A XXII. dinasztia királyi neveinek stílusa alapján a hiányzó rész valószínűleg Szetepenamonként egészíthető ki (Ámon választottja). Az osztrakont nem tekintették döntő bizonyítéknak a király létezésére, mert úgy vélték, a szöveg írója véletlenül írta a tut hieroglifa jelét (kis madár) a hedzs hieroglifa jele (Alsó-Egyiptom vörös koronája) helyett, és Hedzsheperré (I. Sesonk) királyra utalt vele. Lange azonban 2004-es cikkében megjegyzi, hogy a Tutheperré nem lehet sem a Hedzsheperré, sem a Tjetheperré (II. Paszebahaenniut) név téves írásmódja, mert a hieroglif jelek nagyban eltérnek, emellett a Tutheperré név egy bubasztiszi épületen is előfordul. Lange cikke alapján megállapítható, hogy az uralkodó létezett, és nem azonos sem I. Sesonkkal, sem II. Paszebahaenniuttal. A bubasztiszi nagy templomban talált töredéken kicsi az esélye az írnoki hibának, mert ezeket a kőtömböket olyan kézművesek készítették, akiket alaposan kitanítottak mesterségükre, és nem írnák fel tévesen a király uralkodói nevét egy templomra. Tutheperré Sesonk uralkodása rövid lehetett, mert ezen a kettőn kívül több említése nem ismert.

## Helye a kronológiában
Karl Jansen-Winkeln szerint az újonnan felfedezett uralkodó a XXII. dinasztia első felére datálható, mert Felső- és Alsó-Egyiptomban is említik, és a dinasztia korának második felére az ország már kettészakadt – III. Sesonk uralkodása nyolcadik évében gyakorlatilag elveszítette a Felső-Egyiptom fölötti irányítást, amikor Thébában trónra lépett I. Pedubaszt. Emellett Tutheperrét említik a bubasztiszi templomban, ahol a XXII. dinasztia elejének uralkodói, I. Oszorkon és II. Oszorkon is építkeztek, így kettejük közt uralkodhatott.
Pontos helye a XXII. dinasztia kronológiájában nem ismert ugyan, de valószínű, hogy egyike annak a három uralkodónak, akik I. Oszorkon és I. Takelot közt uralkodtak, és akiket a Africanus által idézett Manethón említ, de nem nevez meg. Az biztos, hogy nem I. Sesonk és I. Oszorkon közt uralkodott, mert azt tudni, hogy I. Oszorkon közvetlenül követte apját. Ez azt jelenti, hogy az i. e. 880-as években, I. Oszorkon halála után lehetett egy rövid interregnum, mielőtt I. Takelot trónra lépett. Ebbe az időszakba számos rövid életű uralkodó beleillik, például II. Sesonk és Tutheperré Sesonk. I. Takelot I. Oszorkon egy fiatalabb fia volt, egy alacsonyabb rangú királynétól, Tasedhonszutól, ezért lehet, hogy csak azután léphetett trónra, hogy az erősebb trónigénnyel rendelkezők meghaltak. Az bizonyos, hogy Tutheperré korábban uralkodott, mint II. Oszorkon, aki a II. Ramszesz uralkodói nevén alapuló Uszermaatré Szetepenré/Szetepenamon uralkodói nevet vette fel.

## Fordítás
- Ez a szócikk részben vagy egészben  a   Tutkheperre Shoshenq című angol Wikipédia-szócikk ezen változatának fordításán alapul.  Az eredeti cikk szerkesztőit annak laptörténete sorolja fel. Ez a jelzés csupán a megfogalmazás eredetét és a szerzői jogokat jelzi, nem szolgál a cikkben szereplő információk forrásmegjelöléseként.